# Lintjärnen (Våmhus socken, Dalarna, 677973-142941)
Lintjärnen är en sjö i Mora kommun i Dalarna och ingår i Dalälvens huvudavrinningsområde. Sjön har en area på 0,0537 kvadratkilometer och ligger 184,5 meter över havet.

## Delavrinningsområde
Lintjärnen ingår i det delavrinningsområde (678006-142782) som SMHI kallar för Mynnar i Orsasjön. Medelhöjden är 257 meter över havet och ytan är 40,71 kvadratkilometer. Räknas de 19 avrinningsområdena uppströms in blir den ackumulerade arean 365,6 kvadratkilometer. Våmån som avvattnar avrinningsområdet har biflödesordning 3, vilket innebär att vattnet flödar genom totalt 3 vattendrag innan det når havet efter 328 kilometer. Avrinningsområdet består mestadels av skog (67 procent). Avrinningsområdet har 0,11 kvadratkilometer vattenytor vilket ger det en sjöprocent på 0,3 procent. Bebyggelsen i området täcker en yta av 0,83 kvadratkilometer eller 2 procent av avrinningsområdet.